# Баран-ди-Гражау

Баран-ди-Гражау на карте штата.

Баран-ди-Гражау (порт. Barão de Grajaú) — муниципалитет в Бразилии, входит в штат Мараньян. Составная часть мезорегиона Восток штата Мараньян. Входит в экономико-статистический микрорегион Шападас-ду-Алту-Итапекуру. Население составляет 17 841 человек на 2010 год. Занимает площадь 2208,324 км². Плотность населения — 8,08 чел./км².

## Демография
Согласно сведениям, собранным в ходе переписи 2010 г. Национальным институтом географии и статистики (IBGE), население муниципалитета составляет:
| Полное население                               | Полное население                               | Полное население                               | Полное население                               | 17 841 |
| ---------------------------------------------- | ---------------------------------------------- | ---------------------------------------------- | ---------------------------------------------- | ------ |
| в том числе:                                   | Городское население                            | 10 338                                         | Процент городского населения, %                | 57,95  |
|                                                | Сельское население                             | 7503                                           | Процент сельского населения, %                 | 42,05  |
|                                                | Мужское население                              | 8937                                           | Процент мужского населения, %                  | 50,09  |
|                                                | Женское население                              | 8904                                           | Процент женского населения, %                  | 49,91  |
| Плотность населения, чел/км²                   | Плотность населения, чел/км²                   | Плотность населения, чел/км²                   | Плотность населения, чел/км²                   | 8,08   |
| Население муниципалитета в % к населению штата | Население муниципалитета в % к населению штата | Население муниципалитета в % к населению штата | Население муниципалитета в % к населению штата | 0,27   |

По данным оценки 2016 года, население муниципалитета составляет 18 365 жителей.

## История
Город основан 29 марта 1911 года. 

## Статистика
- Валовой внутренний продукт на 2003 год составляет 19 776 567,00 реалов (данные: Бразильский институт географии и статистики).
- Валовой внутренний продукт на душу населения на 2003 год составляет 1229,20 реалов (данные: Бразильский институт географии и статистики).
- Индекс развития человеческого потенциала на 2000 год составляет 0,631 (данные: Программа развития ООН).